# Le porte dell'Inferno si sono aperte
Le porte dell'Inferno si sono aperte è un romanzo di genere fantastico dello scrittore irlandese John Connolly, il primo nel ciclo dedicato al personaggio ricorrente di Samuel Johnson, un ragazzino che vive nell'immaginaria cittadina di Biddlecombe, in Inghilterra. 
 Qui Samuel deve impedire l'invasione demoniaca della sua tranquilla città natale e la conseguente fine del mondo.
 Il romanzo alterna toni drammatici, umoristici e horror, e tra una cosa e l'altra l'autore riesce a spiegare, in maniera seria e divertente insieme, alcuni fenomeni scientifici nel campo della fisica e dell'astronomia. In alcune note si parla anche di etica, storia e letteratura.
Nell'ambito del ciclo il romanzo seguente è Hell's Bells, ancora inedito in Italia.

## Titolo
Sia il titolo italiano del romanzo che quello più semplice in versione originale (The Gates, "I cancelli") alludono ad un elemento fondamentale della narrazione: la barriera che divide l'Inferno dagli altri mondi, l'unico ostacolo - finché rimane integro - in grado di trattenere le forze demoniache.

## Incipit
In the beginning, about 13.7 billion years ago, to be resonably precise, there was a very, very small dot. The dot, which was hot and incredibly heavy, contained everything that was, and everything that ever would be, all crammed into the tiniest area possible. The dot, which was under enormous pressure due to all that it contained, exploded, and it duly scattered everything that was, or would be, across what was now about to become the Universe. Scientists call this the "Big Bang", although it wasn't really a big bang at all because it happened everywhere, and all at once.»
In principio, per essere ragionevolmente precisi circa 13.7 miliardi di anni fa, c'era un minuscolo puntino. Il puntino, caldissimo e incredibilmente pesante, conteneva tutto ciò che esisteva o sarebbe esistito, concentrato nell'area più ridotta possibile. Pieno com'era, si trovava sotto un'enorme pressione, motivo per cui esplose, sparpagliando debitamente tutto ciò che esisteva o sarebbe esistito per quello che da lì in poi sarebbe diventato l'universo. Gli scienziati chiamano questo evento Big Bang, anche se in realtà non ci fu nessun grosso bang perché accadde in ogni luogo e tutto in una volta.»
(Traduzione dall'inglese di Andrea Carlo Cappi)

## Trama
Inghilterra, pochi giorni prima di Halloween. Samuel Johnson è un bambino intelligente e curioso; una sera, andando in giro in compagnia del suo cane Boswell, assiste ad un fatto molto strano: i suoi vicini, i signori Abernathy, e un paio di amici organizzano un rito satanico nella loro cantina. Samuel li spia dall'esterno, guardando da una finestrella semiaperta ma è abbastanza sicuro di ciò di cui diventa testimone: nella cantina buia compare improvvisamente un cerchio di luce azzurra e si apre una specie di passaggio da cui fuoriescono forme mostruose che si impadroniscono prima del corpo della signora Abernathy, poi anche di quelli delle altre tre persone presenti. Dopo aver udito un accenno sulla necessità di aprire i cancelli dell'Inferno per preparare la via ad un'invasione, Samuel si allontana in fretta, non prima però di essere intravisto dalla stessa signora Abernathy: o meglio, dalla creatura che si è sostituita a lei.
 Samuel è ovviamente molto preoccupato e ancor più si preoccupa quando apprende casualmente da un telegiornale che proprio nell'esatto momento in cui i demòni entravano nella cantina degli Abernathy, dall'acceleratore di particelle del CERN costruito ad anello in Svizzera, attorno alla città di Ginevra, gli scienziati hanno verificato - senza poter giustificare il fenomeno - la scomparsa di una particella di energia. Samuel capisce che quella particella è servita ad aprire il passaggio tra i due mondi, ma è incerto su come l'informazione possa tornare utile. 
 Purtroppo tutti gli adulti a cui cerca di raccontare e di chiedere consiglio non gli credono, oppure non lo capiscono: la madre, alle prese con la dolorosa separazione dal marito, pensa che Samuel voglia attirare la sua attenzione e il reverendo Ussher, vicario della chiesa di San Timidus, ha una visione del mondo troppo bonaria per ammettere l'idea che l'Inferno stia per rovesciarsi sulla Terra. Tuttavia è proprio ciò che sta accadendo: i cancelli che trattengono i demòni si stanno indebolendo e quando si saranno completamente fusi il Grande Malevolo, ovvero il sommo Diavolo, potrà condurre le sue orde demoniache a conquistare la Terra, rendendola in tutto e per tutto simile all'Inferno stesso.
 Se gli adulti vengono meno, Samuel ottiene invece l'attenzione dei suoi migliori amici: Tom e Maria, che si preparano a fornirgli tutto il loro appoggio; nei giorni seguenti è però il fido Boswell a salvare più volte la vita di Samuel, messa in pericolo dagli attentati organizzati dalla signora Abernathy, che vuole sbarazzarsi dello scomodo impiccione. 
 Il tempo vola e durante la notte di Halloween i demòni, confondendosi con la gente mascherata che invade strade e pub per festeggiare, iniziano ad arrivare; in contemporanea, escono dalle loro tombe anche parecchi defunti che cercano di assaltare la chiesa. La resistenza ai demòni da parte degli abitanti di Biddlecombe, che ad un certo punto si rendono finalmente conto di ciò che sta accadendo, finisce per essere molto più tenace e battagliera di quanto si potesse supporre; tuttavia i demòni sono troppo forti e troppo numerosi per lasciare spazio ad una reale speranza di vittoria.
 Samuel e i suoi riescono a risolvere la situazione solo grazie all'aiuto di un simpatico demonio di nome Nurd, sbalzato più volte tra i mondi dalla stessa energia che aveva inizialmente aperto il portale, e diventato amico di Samuel. Viaggiando veloce in direzione contraria all'invasione sull'auto d'epoca del padre di Samuel, Nurd riesce ad invertire il flusso di energia e a chiudere il portale prima che diventi ampio abbastanza da lasciar passare il Grande Malevolo in persona; tutti i demòni vengono così risucchiati indietro.
 All'alba del giorno dopo a Biddlecombe non rimane praticamente traccia di quanto è accaduto; Samuel però riceve un inquietante avvertimento che lascia intuire un possibile ritorno dei demòni e un nuovo tentativo di portare l'Inferno sulla Terra.

## Personaggi
Samuel JohnsonHa undici anni ed è molto sveglio e fantasioso per la sua età, anche se spesso gli adulti lo considerano un seccatore e si sentono quasi presi in giro dalle sue insistenti domande, che sono dovute invece ad autentica curiosità. Soffre per l'assenza del padre, e si chiede se possa essere colpa sua: ma per qualche giorno ha problemi ben più pressanti da affrontare.
BoswellÈ il cane bassotto di Samuel, malinconico e pessimista, ma molto intelligente. Legatissimo al bambino, con il quale passa quasi tutto il suo tempo, non esita ad affrontare minacce di ogni tipo, se si tratta di difenderlo.
Evelyn AbernathyDonna autoritaria ed egocentrica, è l'incubo del marito, che pure ha sviluppato nei suoi confronti una patetica dipendenza. Ha organizzato il rito di evocazione demoniaca perché si annoiava, e probabilmente non si era aspettata che funzionasse. Quando Ba'al, il demonio luogotenente del Grande Malevolo, si impossessa di lei, la sua già notevole bellezza si intensifica e diviene inquietante: della vera Evelyn però è rimasta solo l'apparenza fisica.
Tom HobbesAmico e compagno di scuola di Samuel, con il quale condivide anche una grande passione per il cricket. Non è esattamente un intellettuale, ma nella lotta contro i demòni l'abilità sportiva gli è molto utile.
Maria MayerAmica e compagna di scuola di Samuel, al quale la unisce l'amore per la scienza. A sua volta intelligente, osservatrice e curiosa, è in grado di capire a fondo ciò che sta accadendo a Biddlecombe ben prima di molti adulti.
Reverendo UssherVicario della chiesa di San Timidus, è un uomo di buon carattere e di placida fede. Spesso la sua bonaria disponibilità viene arginata dal signor Berkeley, il sacrestano, ben più acido e sbrigativo. I due combattono fianco a fianco - con calma ma anche tenacemente - contro le forze demoniache che minacciano la chiesa durante la notte di Halloween.
TimidusPio eremita vissuto nel XIV secolo, morto nel crollo della profonda grotta che stava cercando di scavare per isolarsi completamente dal mondo, e per questo in seguito fatto santo. A lui è dedicata la chiesa di Biddlecombe, la stessa frequentata anche da Samuel.
Bernard il CattivoVescovo di Biddlecombe tra la fine del XIV e l'inizio del XV secolo, era famoso per la crudeltà con cui trattava nemici e dissenzienti. È a lui che si deve la costruzione della chiesa, poi dedicata a San Timidus, espressamente voluta allo scopo di esservi sepolto cosicché la santità del luogo e del pio eremita potesse coprire il ricordo della sua malvagità. Il defunto vescovo è uno dei risorti della notte di Halloween.
NurdDemonio infernale di non alto rango, detto anche il Flagello delle Cinque Deità: infatti ha rotto le scatole ad altri cinque demòni finché questi si sono rivolti al Grande Malevolo in persona, causando alla fine l'esilio di Nurd nella Terra Desolata. Si tratta di un luogo grigio, piatto ed estremamente noioso nel quale Nurd è stato scaraventato con l'unica compagnia del servo Schifo, legato a lui da un rapporto tanto di affetto quanto di esasperazione. Vorrebbe essere temibile, ma in realtà è solo molto sfortunato e anche il suo iniziale desiderio di approfittare del disordine creato dal tentativo di invasione per riuscire a dominare la Terra, si trasforma infine nel disinteressato aiuto offerto a Samuel, del quale è diventato amico. 
 Nel nostro mondo sviluppa un grande amore per le automobili.
Professor HilbertÈ uno degli scienziati del CERN a Ginevra che si occupano della particella scomparsa. Sin da bambino è sempre stato curioso e disposto a smontare le cose per capire come fossero fatte; ora è uno scienziato serio, tuttavia non ha ancora perduto gli antichi entusiasmi. Il problema con l'acceleratore lo preoccupa, ma è anche felice di essere riuscito a dimostrare - seppur in maniera indiretta e molto inquietante - l'esistenza di altri universi.

## Cronologia
La vicenda principale narrata nel romanzo si estende dal tardo pomeriggio del 28 ottobre all'alba del 1º novembre di un anno che non viene specificato, ma che vari elementi della storia consentono di collocare in epoca coeva alla composizione del romanzo stesso.
 In particolare, poiché alla fine del capitolo 21 si dice che il vescovo Bernard è risorto circa seicento anni dopo la sua morte (sec. XV), si può ipotizzare che l'anno della storia vada collocato all'inizio del XXI secolo.

## Edizioni

### Edizione originale
- John Connolly, The Gates, Atria Books, 2009

### Edizioni italiane
- John Connolly, Le porte dell'Inferno si sono aperte, traduzione di Andrea Carlo Cappi, Salani, 2010, pag.298 - ISBN 978-88-6256-238-6

### Altre edizioni
- John Connolly, The Gates, Hodder & Stoughton, 2009
- John Connolly, The Gates, Hodder Paperbacks, 2010
- John Connolyy, The Gates (paperback), Washington Square Press, p.304, 2010
- John Connolly, The Gates, Simon & Schuster Children's Publishing, 2011

### Edizioni audio
- John Connolly, The Gates: a Novel (Audiobook). Formato: CD; versione integrale (6 CD, 7 h.). Lingua: inglese; lettore Jonathan Cake. Simon & Schuster, 2009
- John Connolly, The Gates (Audiobook). Formato: CD; versione integrale. Lingua: inglese; lettore Nick Rawlinson. ISIS AudioBooks, 2010
- John Connolly, The Gates. (Audiobook). Formato: audiocassetta; versione integrale; Lingua: inglese; lettore Nick Rowlinson. ISIS AudioBooks, 2010

### Edizioni multimediali
- John Connolly, The Gates. Formato: Kindle Edition. Atria Publisher, New York, 2009
- John Connolly, The Gates. Formato: Kindle Edition. Hodder & Stoughton, London, 2009
- John Connolly, The Gates. Formato: NOOKbook (e-book), 2009